# Ricardo Clarke
Ricardo Mauricio Clarke Hamilton (* 27. September 1992 in Panama-Stadt) ist ein panamaischer Fußballspieler.

## Karriere
Clarke gehört seit 2011 dem Aufgebot des panamaischen Erstligisten Sporting San Miguelito an. Im September 2012 wurde auf Leihbasis vom neuseeländischen A-League-Teilnehmer Wellington Phoenix verpflichtet. Clarke wurde als Ersatz für den am Knie verletzten Spanier Dani Sánchez in die Mannschaft geholt; von Sánchez wurde er auch bei der Überwindung der Sprachbarriere unterstützt. Clarke folgte mit dem Wechsel seinem Sporting-Teamkollegen Yairo Yau nach, der wenige Wochen zuvor beim Ligakonkurrenten Sydney FC angeheuert hatte. Zu ihren Debüts in der A-League kamen Clarke und Yau jeweils per Einwechslung zum Saisonauftakt beim Aufeinandertreffen von Wellington und Sydney (Endstand 2:1). Mit der Genesung von Sánchez endete Clarkes Zugehörigkeit zu Wellington Phoenix Anfang Dezember 2012. Mit San Miguelito gewann Clarke in der Folge die Clausura 2013 der Liga Panameña de Fútbol, beim 4:1-Finalsieg gegen San Francisco FC erzielte er dabei den 1:0-Führungstreffer. Im Mai 2013 wurde er von der panamaischen Fachpresse als bester im Inland aktiver Spieler mit dem „Premio Rommel Fernández“ ausgezeichnet.
Im August 2013 wechselte Clarke für ein Jahr auf Leihbasis zum amtierenden venezolanischen Meister Zamora FC, bei dem mit Luis Ovalle ein weiterer Landsmann unter Vertrag steht. Er soll dort die durch den Abgang des panamaischen Nationalspielers Gabriel Torres entstandene Lücke im Sturm schließen. Nach sechs Ligaspielen und einem -treffer wurde er fix vom Verein verpflichtet und spielt heute (Stand: Juni 2016) immer noch für den venezolanischen Erstligisten. Am 17. Februar 2016 gab er in einem freundschaftlichen Länderspiel gegen El Salvador sein A-Nationalteamdebüt für sein Heimatland, als er unter Hernán Darío Gómez von Beginn an spielte und ab der 68. Spielminute durch Carlos Small ersetzt wurde.